# Jean-Pierre Cortot
Pour les articles homonymes, voir Cortot.
Jean-Pierre Cortot, né à Paris le 20 août 1787 et mort dans la même ville le 12 août 1843, est un sculpteur français.

## Biographie
Dès 1800, Jean-Pierre Cortot fréquente l'atelier du sculpteur Charles Bridan. Parallèlement, il travaille pour les statuaires Louis Boizot, le baron Lemot, Jean-Guillaume Moitte, Claude Ramey ou Philippe-Laurent Roland pour lesquels il exécute des réductions de célèbres statues antiques. Devançant François Rude, il remporte en 1809 le grand prix de sculpture de l'École des beaux-arts de Paris avec une figure en ronde-bosse, Marius méditant sur les ruines de Carthage.
Pensionnaire de l'Académie de France à Rome à la villa Médicis de 1810 à 1813, Il y fait la rencontre du peintre Jean-Auguste-Dominique Ingres. Cortot prolonge alors son séjour de cinq ans, Vivant Denon l'ayant chargé en 1812 d'exécuter une statue colossale de Napoléon Ier. Ce travail fut abandonné à la chute de l'Empire et remplacé par une statue colossale de Louis XVIII.
Il participe activement aux deux sociétés d'artistes constituées successivement au sein même de l'Académie de France à Rome, la société dite « Grand Malheur » et « La Cipolla » dont il est le fondateur, en 1818, avec ses amis Louis Petitot et Jean-Baptiste Roman.
De retour à Paris, Cortot exposera au Salon jusqu'en 1840. Dès leur première apparition - en 1819 - ses sculptures en marbre Narcisse couché et Pandore lui vaudront le grand prix du Salon. En 1822, le plâtre du Soldat de Marathon annonçant la victoire conservé au musée municipal de Semur-en-Auxois assoit définitivement sa réputation et l'État lui en commande la traduction en marbre.
Élu membre de l'Institut en 1825, il succède à Charles Dupaty comme professeur à l'École royale des beaux-arts, le 11 janvier 1826 et aura pour successeur à son décès Charles-François Lebœuf en 1843. Il sera notamment le professeur du sculpteur Pierre Louis Rouillard. Très apprécié lors de la Restauration et de la Monarchie de Juillet, Cortot connaît à partir de 1830 une période d'intense activité. Il sera promu officier de la Légion d'honneur en 1841.
Son style néo-classique austère, héritier à la fois des modèles classiques de la fin du XVIIIe siècle et de la tradition gréco-romaine, s'applique à de nombreuses statues ou groupes mythologiques, religieux ou tirés de l'histoire moderne, souvent de très grandes dimensions. Son art se nuança toutefois à la fin de sa vie par des tentatives d'expression plus romantique.
Il est inhumé à Paris au cimetière du Père-Lachaise (division 27).
Depuis 1864, une rue porte son nom dans le 18e arrondissement de Paris.

## Œuvres dans les collections publiques
- Lectoure : Le Maréchal Lannes, statue en marbre.
- Lille, palais des beaux-arts de Lille : Ganymède, 1811-1814, statue en marbre.
- Lyon, musée des beaux-arts : Pandore, 1819, statue en marbre.
- Montauban, Musée Ingres-Bourdelle: Madame Ingres, vers 1815, buste en marbre.
- Paris :
  - arc de triomphe de l'Étoile : L'Apothéose de Napoléon Ier ou Le Triomphe de 1810, commande de 1833, groupe colossal[4].
  - chapelle expiatoire : Marie-Antoinette soutenue par la Religion, 1826, groupe en marbre.
  - cimetière du Père-Lachaise : Monument de Jean Casimir-Perier, Jean Casimir-Perier, statue, La Justice, L'Éloquence et La Fermeté, trois bas-reliefs.
  - musée du Louvre :
    - Daphnis et Chloé, Salon de 1827, groupe en marbre ;
    - Soldat de Marathon annonçant la victoire, 1834, statue en marbre ;
    - Marie-Antoinette soutenue par la Religion, esquisse en terre cuite, statuette ;
    - L'Immortalité ou La Victoire, 1859, statue en bronze, fonte Thiébaut.

  - palais Bourbon, fronton : La France, entre la Liberté et l'Ordre public, appelant à elle les génies du Commerce, de l'Agriculture, de la Paix, de la Guerre et de l'Éloquence, 1841, bas-relief en pierre.
  - Palais de Justice, salle des pas perdus : Louis XVI concerte sa défense avec Malesherbes, Tronchet et de Sèze, 1822, bas-relief en marbre, ornant le Monument de Lamoignon de Malesherbes.
  - place de la Concorde, angle nord-ouest (côté rue Boissy-d'Anglas) : La Ville de Brest, 1836, et La Ville de Rouen, 1835-1838, statues en pierre.
  - place des Vosges, square Louis XIII : Monument à Louis XIII, 1825, statue équestre d'après le modèle conçu par Charles Dupaty.
  - place des Vosges, square Louis-XIII : fontaines de la place des Vosges
- Rouen, hôtel de ville : Corneille, statue en marbre.
- Sèvres, musée national de Céramique :
  - Melpomène, 1808, statuette en porcelaine dure par Alexandre-Théodore Brongniart d'après Jean-Pierre Cortot ;
  - Déidamie, statuette, porcelaine dure par Alexandre-Théodore Brongniart d'après Jean-Pierre Cortot.
- Semur-en-Auxois, musée municipal, 1822, plâtre du Soldat de Marathon annonçant la victoire, oeuvre de Jean-Pierre Cortot.
- Suresnes :
  - église du Cœur-Immaculé-de-Marie : Vierge à l'Enfant, 1829, en plâtre ou en calcaire selon les sources[5]. Du même modèle, il existe une réplique en marbre à Arras, dans la cathédrale Notre-Dame-et-Saint-Vaast, et un moulage d'argent estampé à Marseille, dans la basilique Notre-Dame-de-la-Garde[6].
  - forteresse du Mont-Valérien, fronton : Le Christ sortant du tombeau, 1812, haut-relief en pierre.
- Versailles, châteaux de Versailles et de Trianon : 
  - Jean Baptiste Budes, comte de Guebriant, maréchal de France (1602-1643), 1838, buste en plâtre[7] ;
  - Louis XV, roi de France et de Navarre, statue en pied plus grande que nature ;
  - Charles X, roi de France, statue en plâtre par Cortot et Louis-Denis Caillouette, destinée à l'hôtel de ville de Paris[8] ;
  - D'après Jean-Pierre Cortot, estampe de Charles Gavard, Charles X en costume de sacre (1838), statue en pied plus grande que nature ;
  - D'après Jean-Pierre Cortot, estampe de Charles Gavard, Louis XVI en costume de sacre (1838), statue en pied plus grande que nature.

Œuvres de Jean-Pierre Cortot
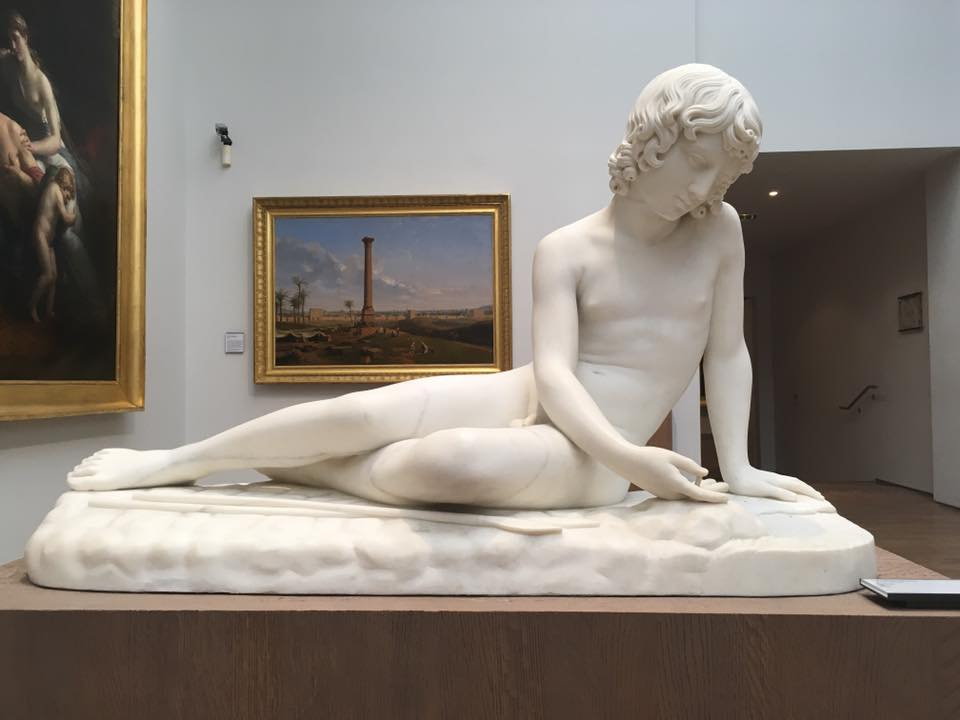
Narcisse (1818), musée des beaux-arts d'Angers.
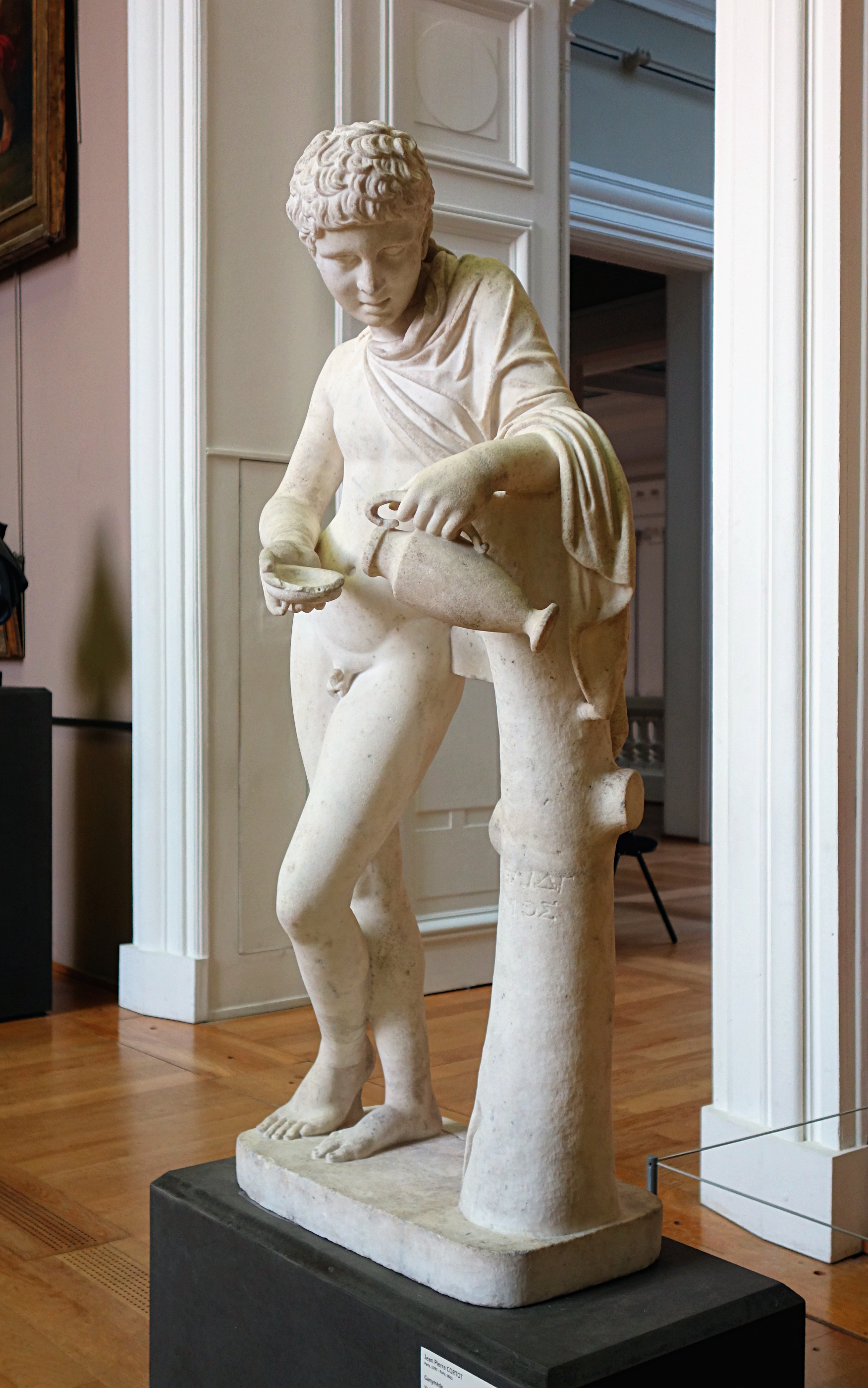
Ganymède (1811-1814), palais des beaux-arts de Lille
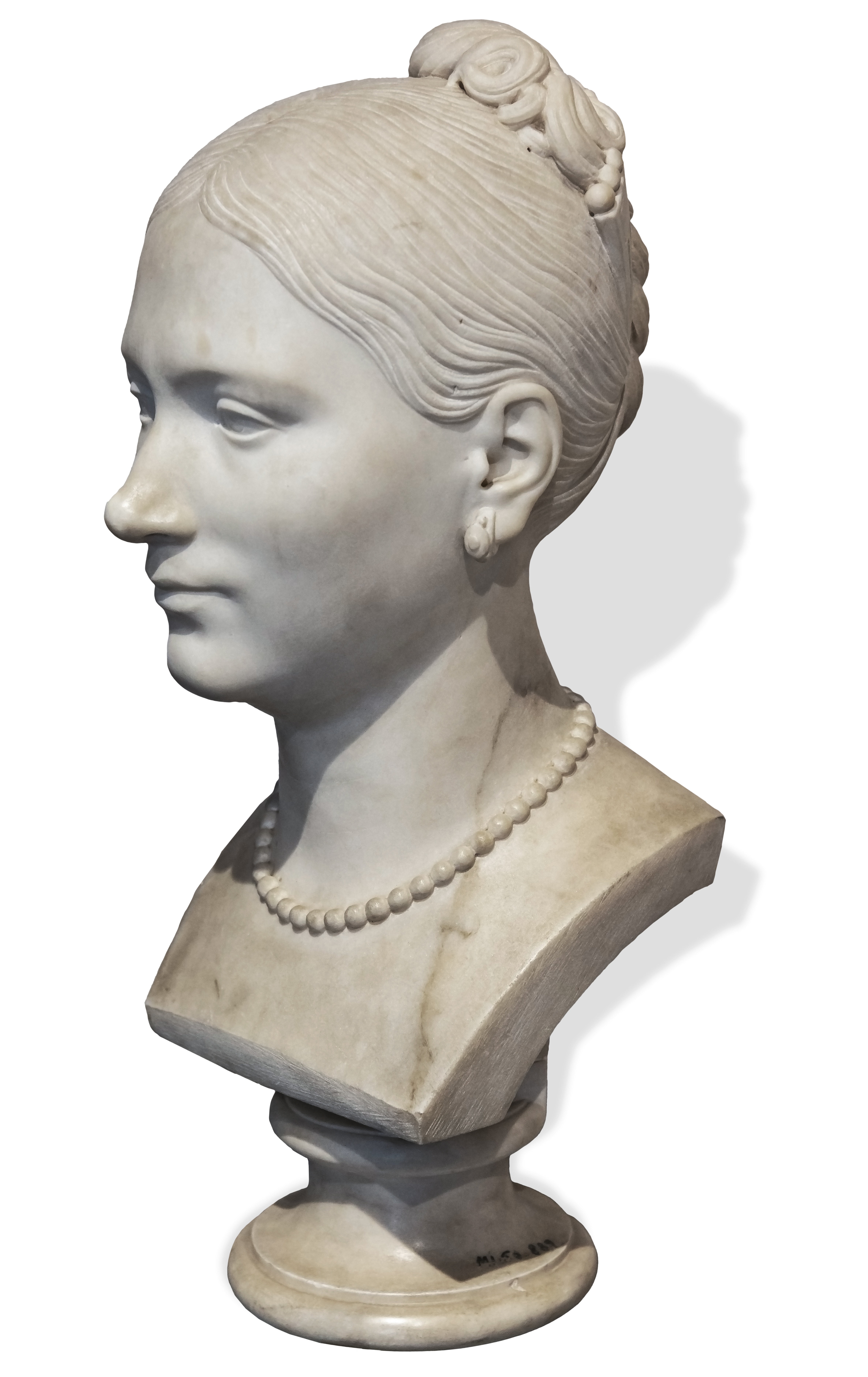
Madame Ingres (1815) Musée Ingres-Bourdelle
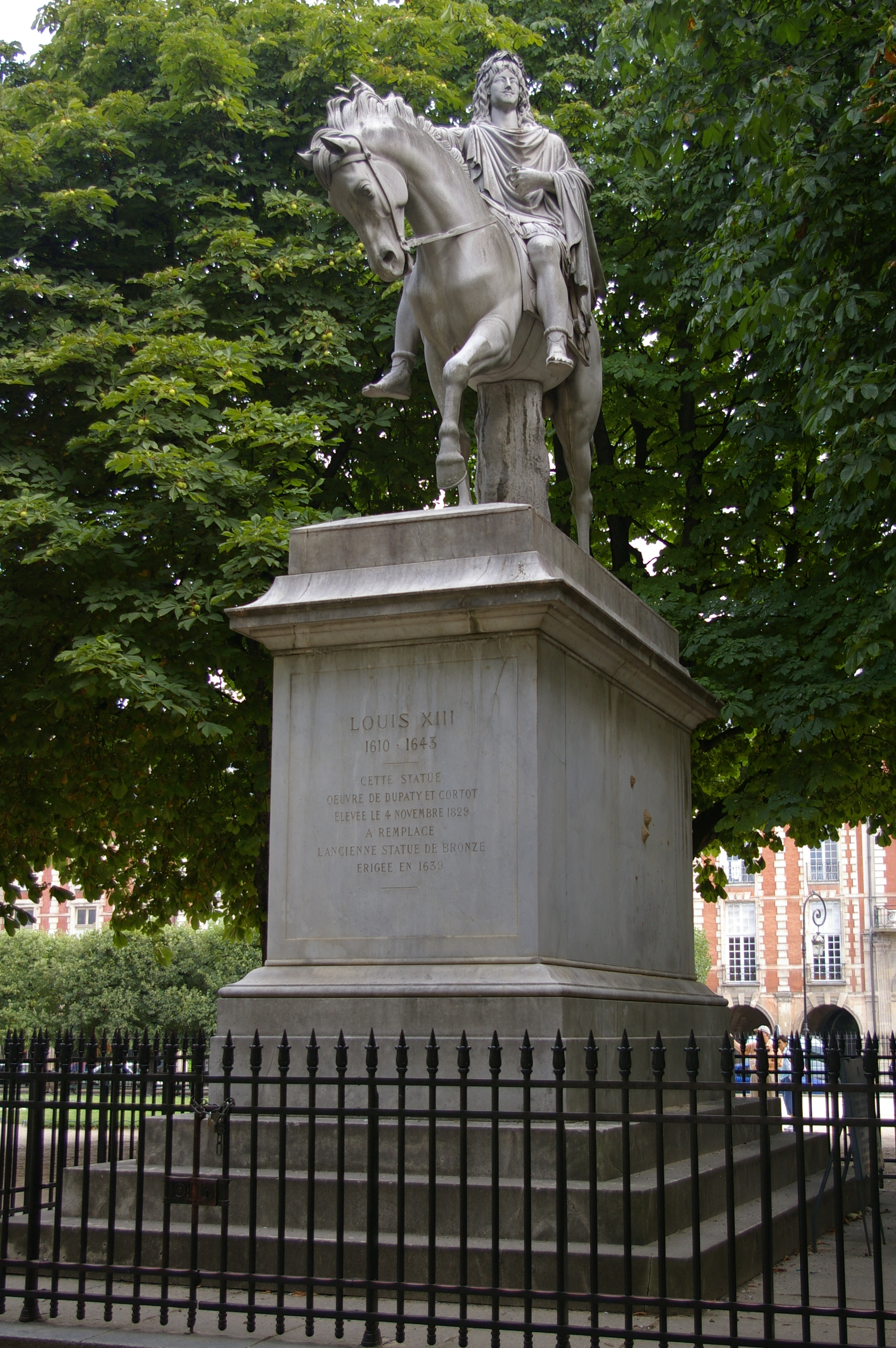
Monument à Louis XIII (1825), Paris, square Louis XIII.
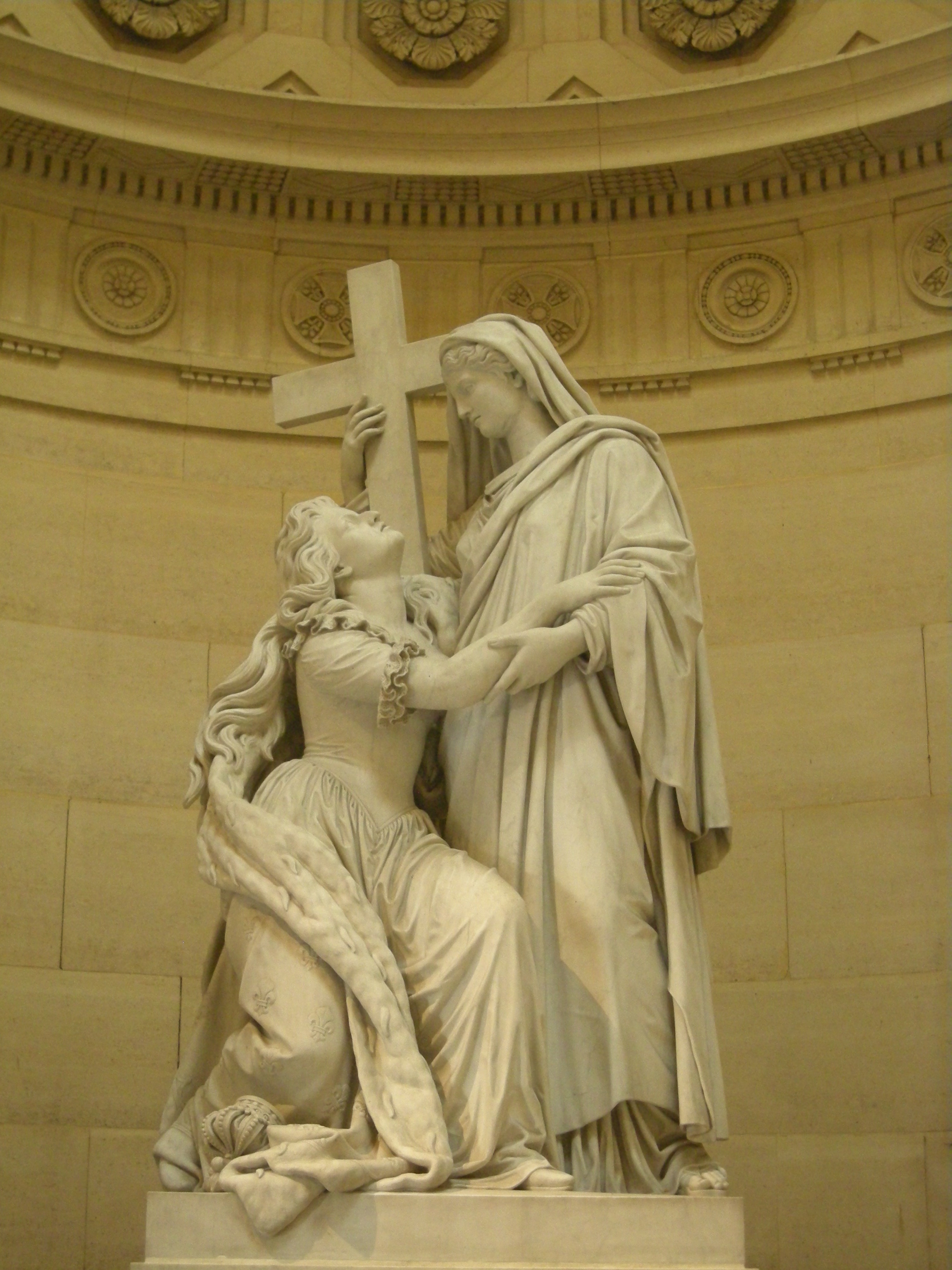
Marie-Antoinette soutenue par la Religion (1826), Paris, chapelle expiatoire.
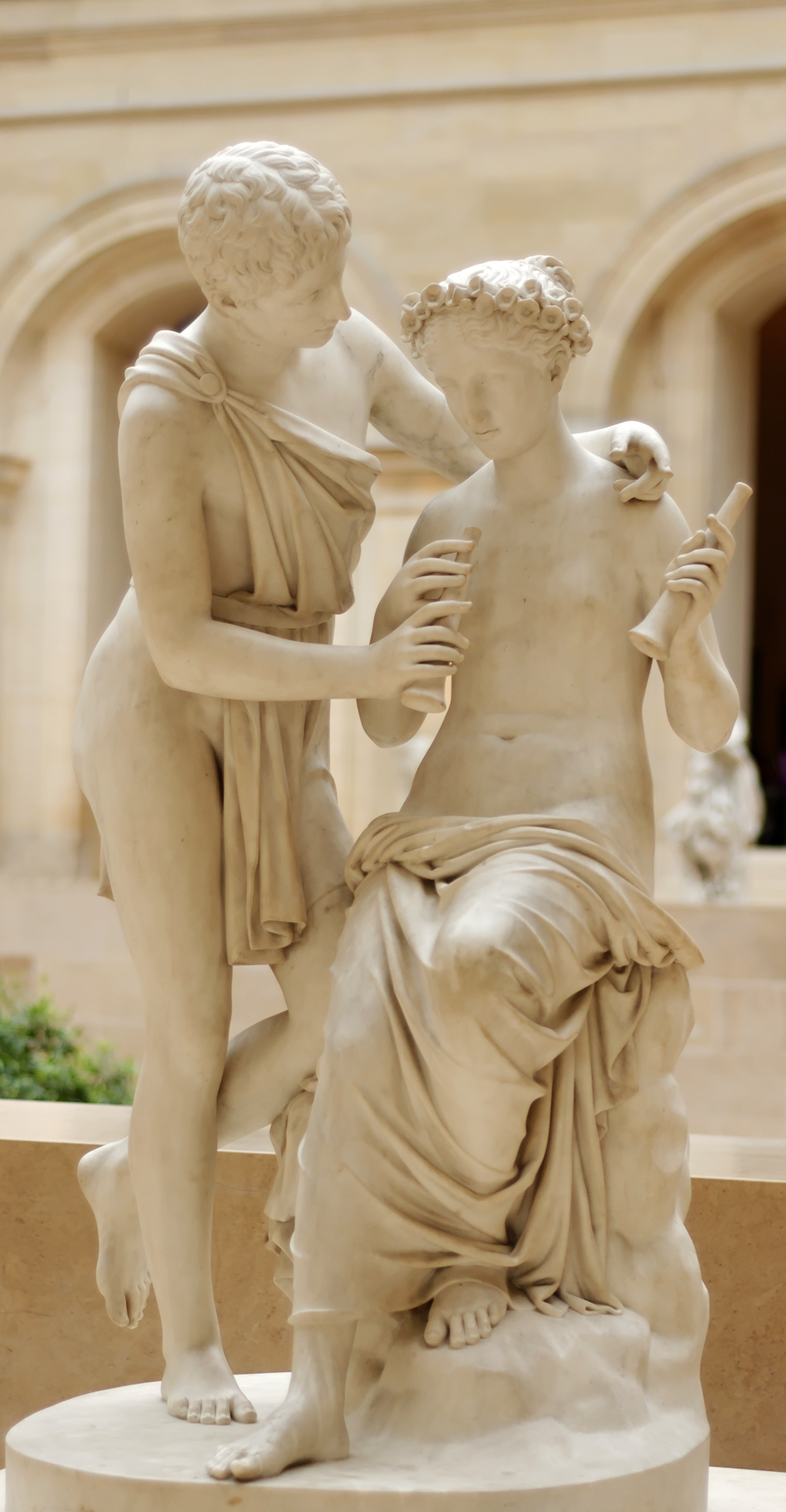
Daphnis et Chloé (Salon de 1827), Paris, musée du Louvre.
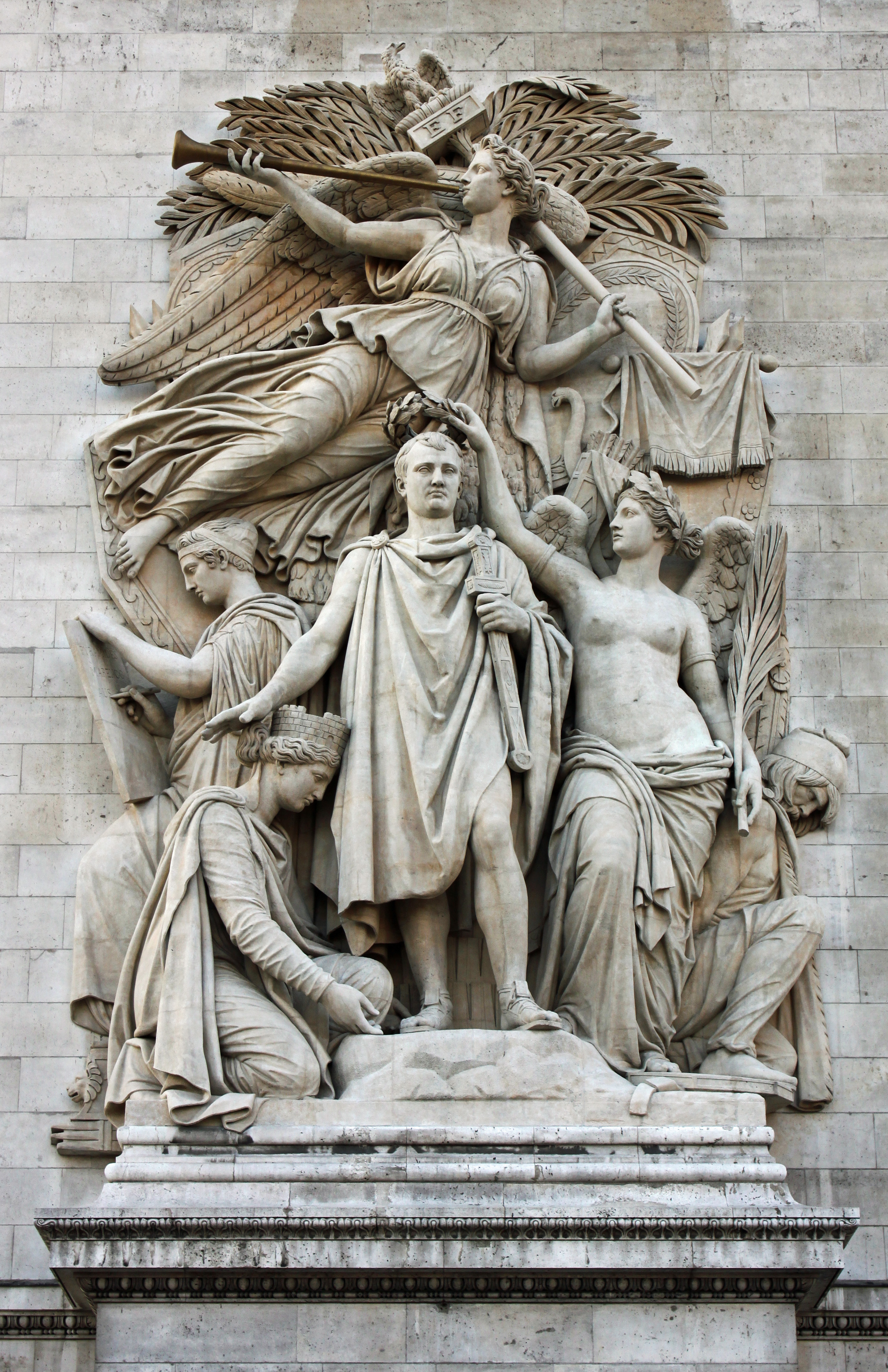
Le Triomphe de 1810 (1833), Paris, arc de triomphe de l'Étoile.
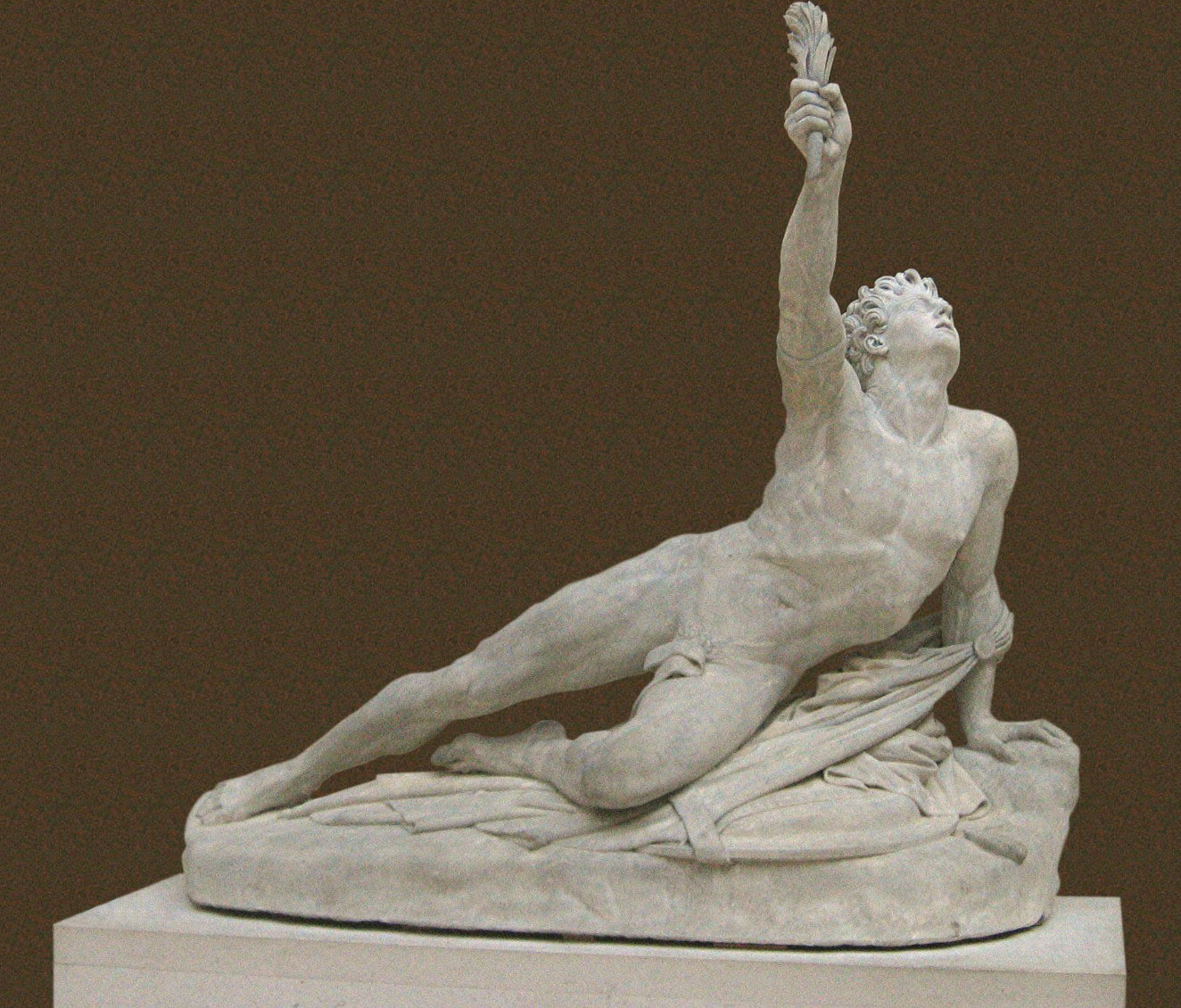
Soldat de Marathon annonçant la victoire (1834), Paris, musée du Louvre.
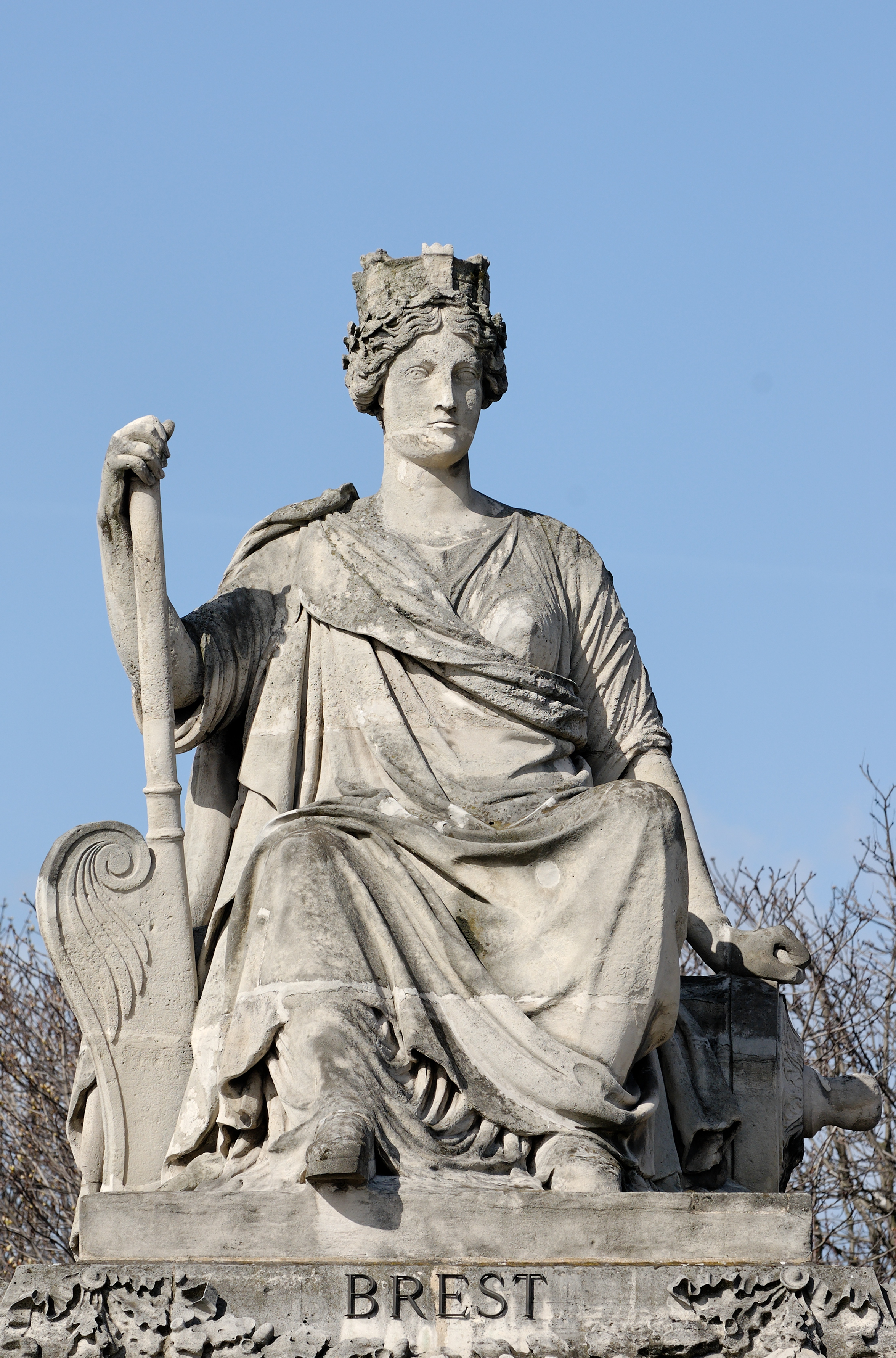
La Ville de Brest (1836), Paris, place de la Concorde.
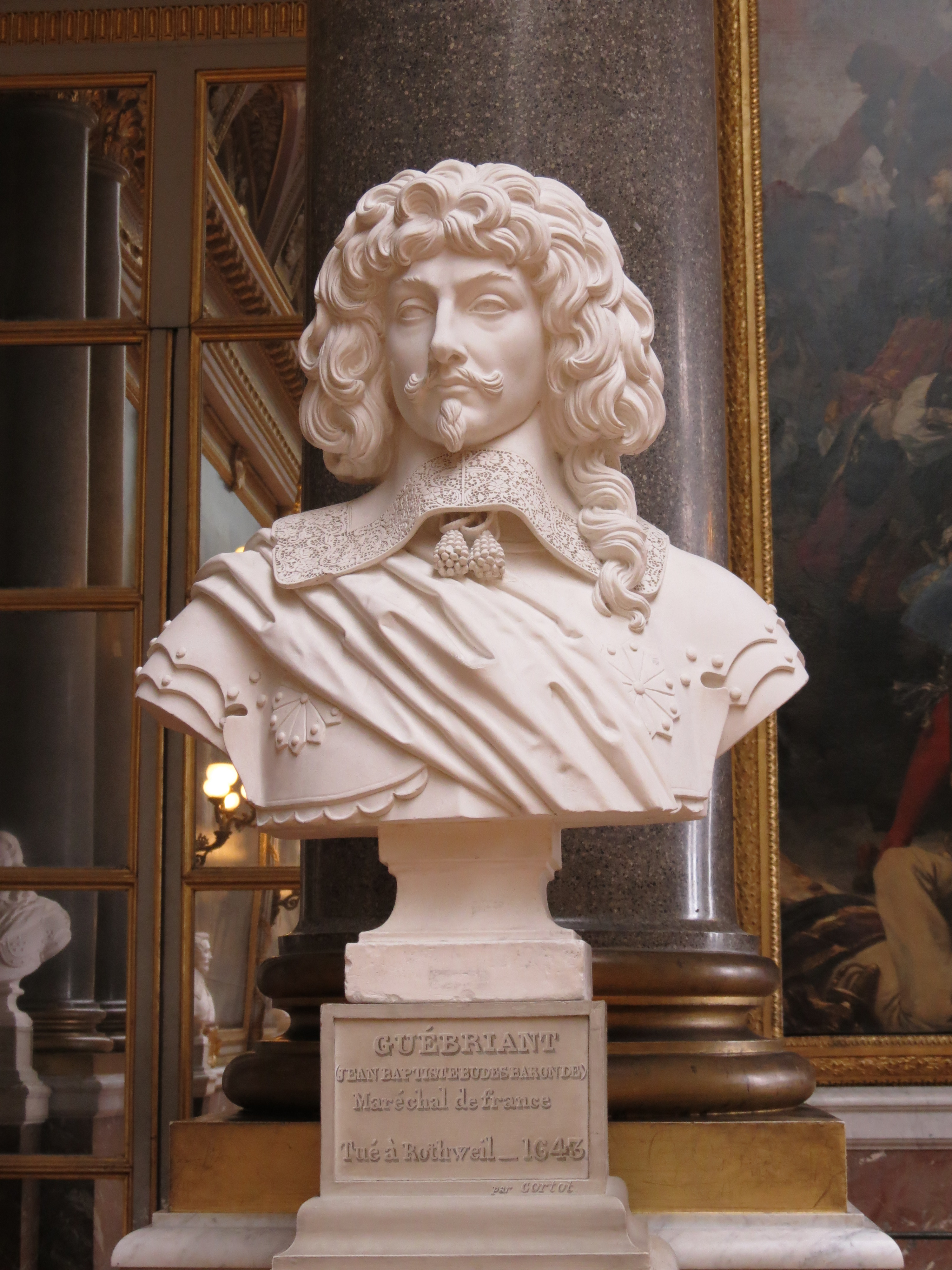
Jean Baptiste Budes, comte de Guebriant, maréchal de France (1838), château de Versailles, galerie des Batailles.
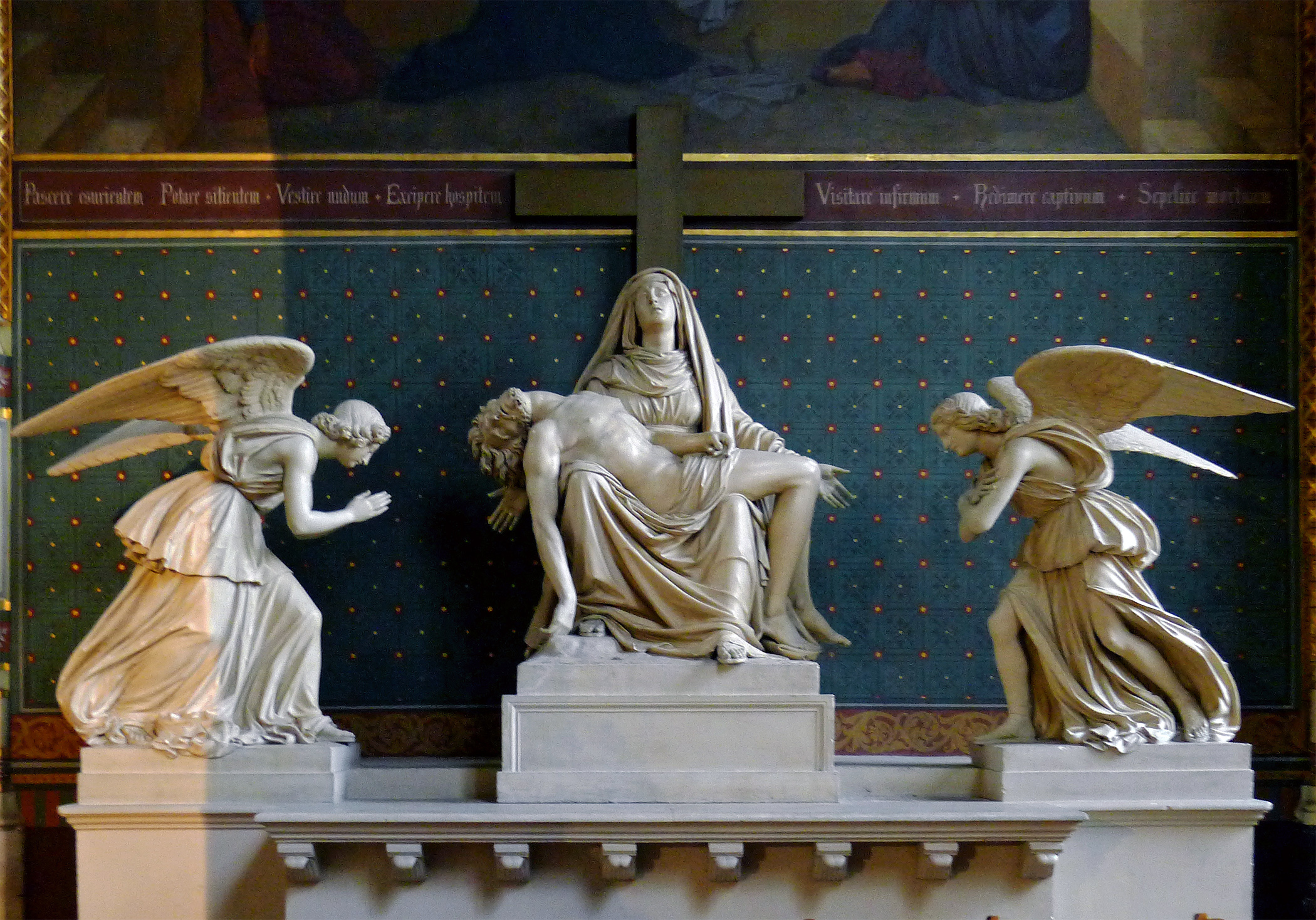
Vierge de douleur entourée d'anges (église Saint-Gervais-Saint-Protais de Paris).
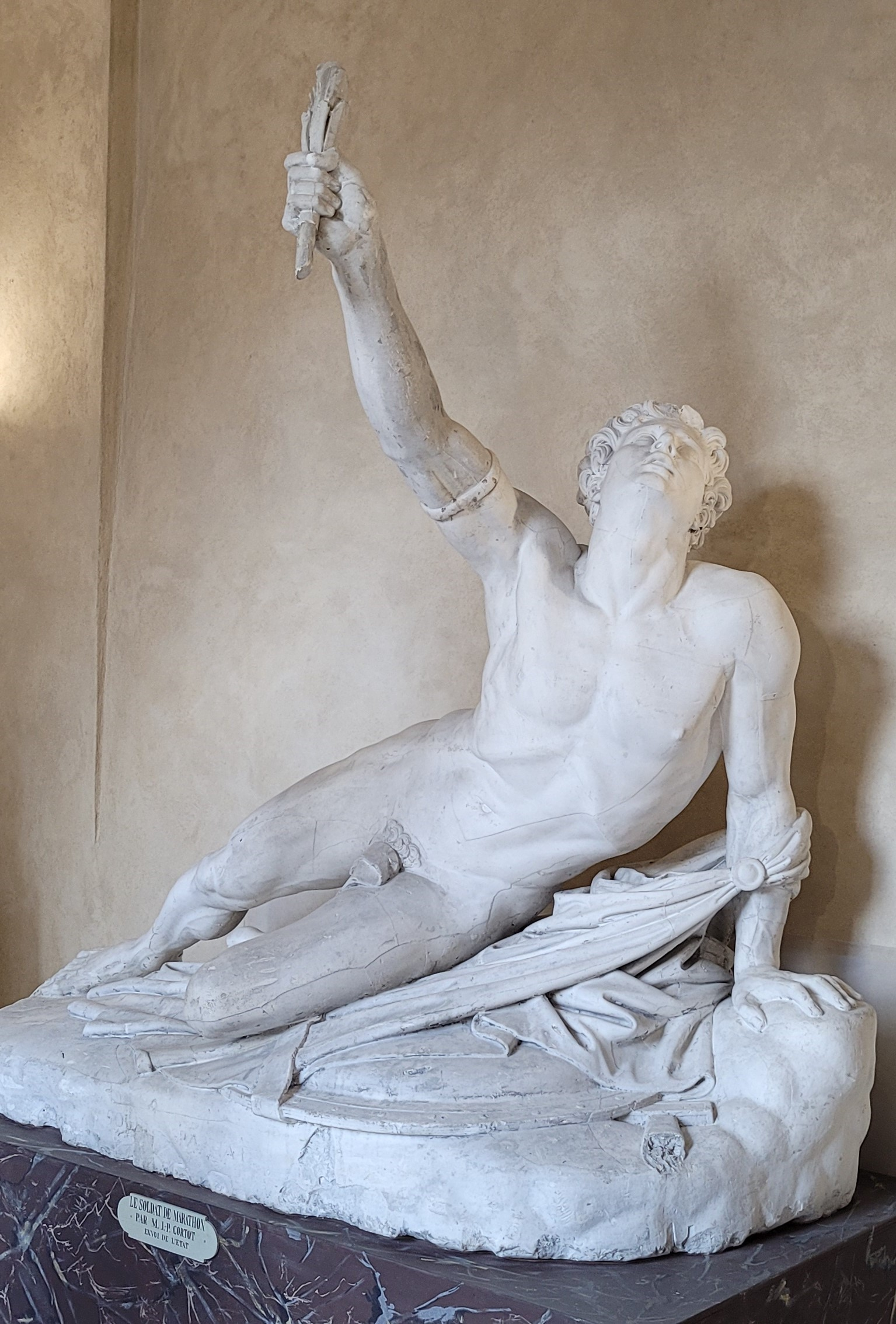
Soldat de Marathon annonçant la victoire, plâtre de Jean-Pierre Cortot (1822), musée de Semur-en-Auxois.

## Élèves
- Daniel Ducommun du Locle (1804-1884)
- Jean-Jacques Feuchère (1807-1852)
- Joseph Marius Ramus (1805-1888)

### Iconographie
- Dominique Ingres, Portrait de Jean-Pierre Cortot, 1815, huile sur toile, Paris, musée du Louvre.
- Louis-Denis Caillouette, Jean-Pierre Cortot, 1847, buste en bronze destiné au palais de l'Institut, exposé au Salon de 1847. Paris, École nationale supérieure des beaux-arts.